# Acta de Independencia del Imperio Mexicano
El Acta de Independencia del Imperio Mexicano es el documento mediante el cual el Imperio Mexicano declaró su independencia del Imperio español. El documento fundador del Estado mexicano fue redactado en el Palacio Nacional de la Ciudad de México, el 28 de septiembre de 1821 por Juan José Espinosa de los Monteros, secretario de la Suprema Junta Provisional Gubernativa.
Se redactaron dos ejemplares originales del acta. Un ejemplar permaneció en el salón de sesiones de la Cámara de Diputados hasta que fue destruida en el incendio de la Cámara en 1909. La otra copia, fue robada y vendida en 1830. Esta copia fue recuperada por Maximiliano de Habsburgo y tras el fusilamiento de este, fue sacada del país por Agustín Fischer, confesor del emperador.
Tiempo después, el anticuario español Gabriel Sánchez vendió el acta al historiador Joaquín García Icazbalceta, quien la conservó y posteriormente heredó a su hijo Luis García Pimentel, quien la vendió a Florencio Gavito. Gavito estipuló en su testamento que al morir se entregara el Acta al presidente Adolfo López Mateos. El 14 de noviembre del mismo año (1961) se entregó el resultado de dos dictámenes mediante los cuales se comprobó que el Acta es una de las dos originales suscritas en 1821 y el 21 de noviembre, Florencio Gavito Jáuregui, hijo del fallecido Gavito, entregó de mano propia el Acta al Presidente de la República.
El documento de 52.9 por 71.8 centímetros, se conserva actualmente en el Archivo General de la Nación.

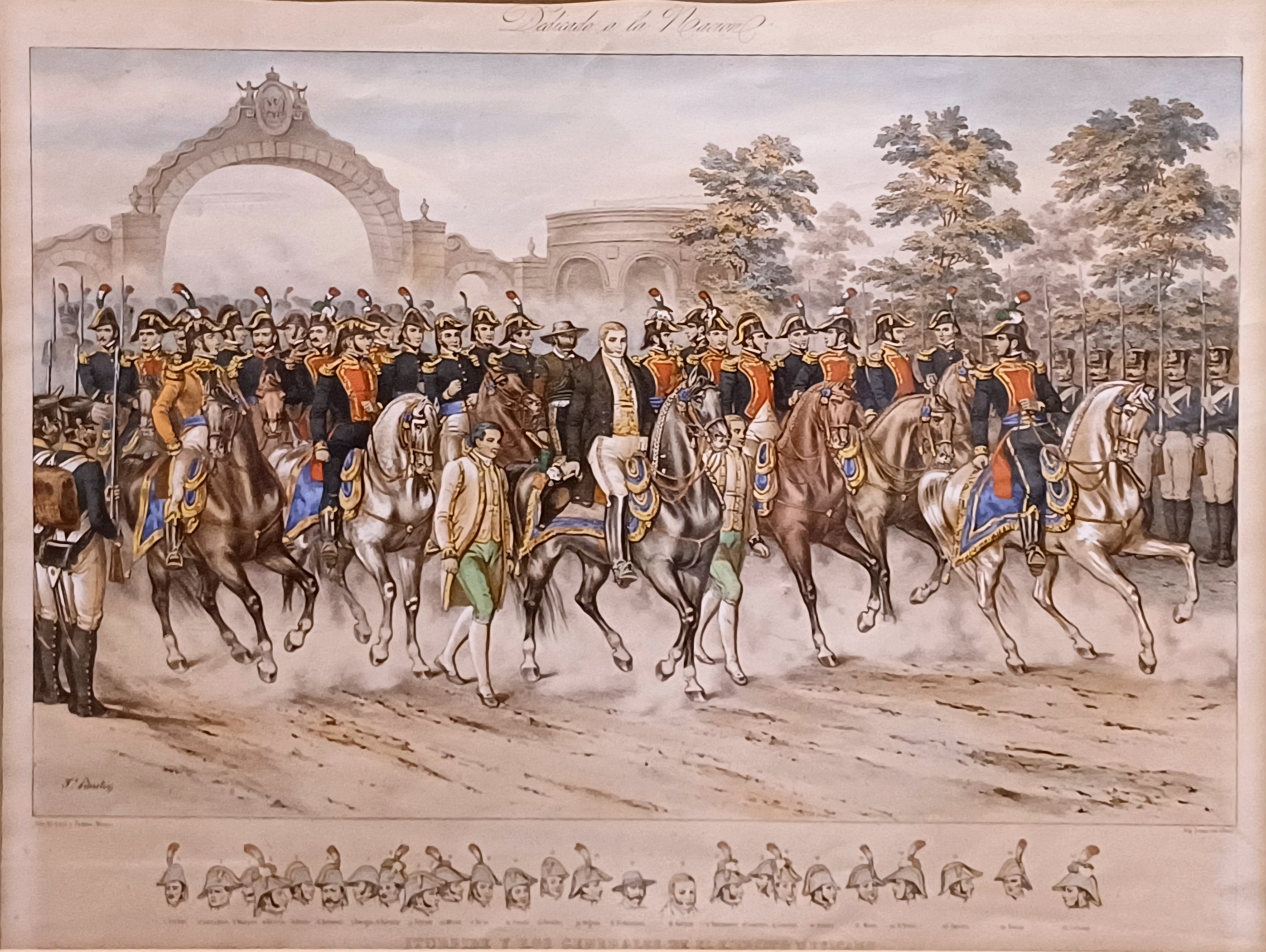
Entrada del Ejército Trigarante a la Ciudad de México.

## Antecedentes

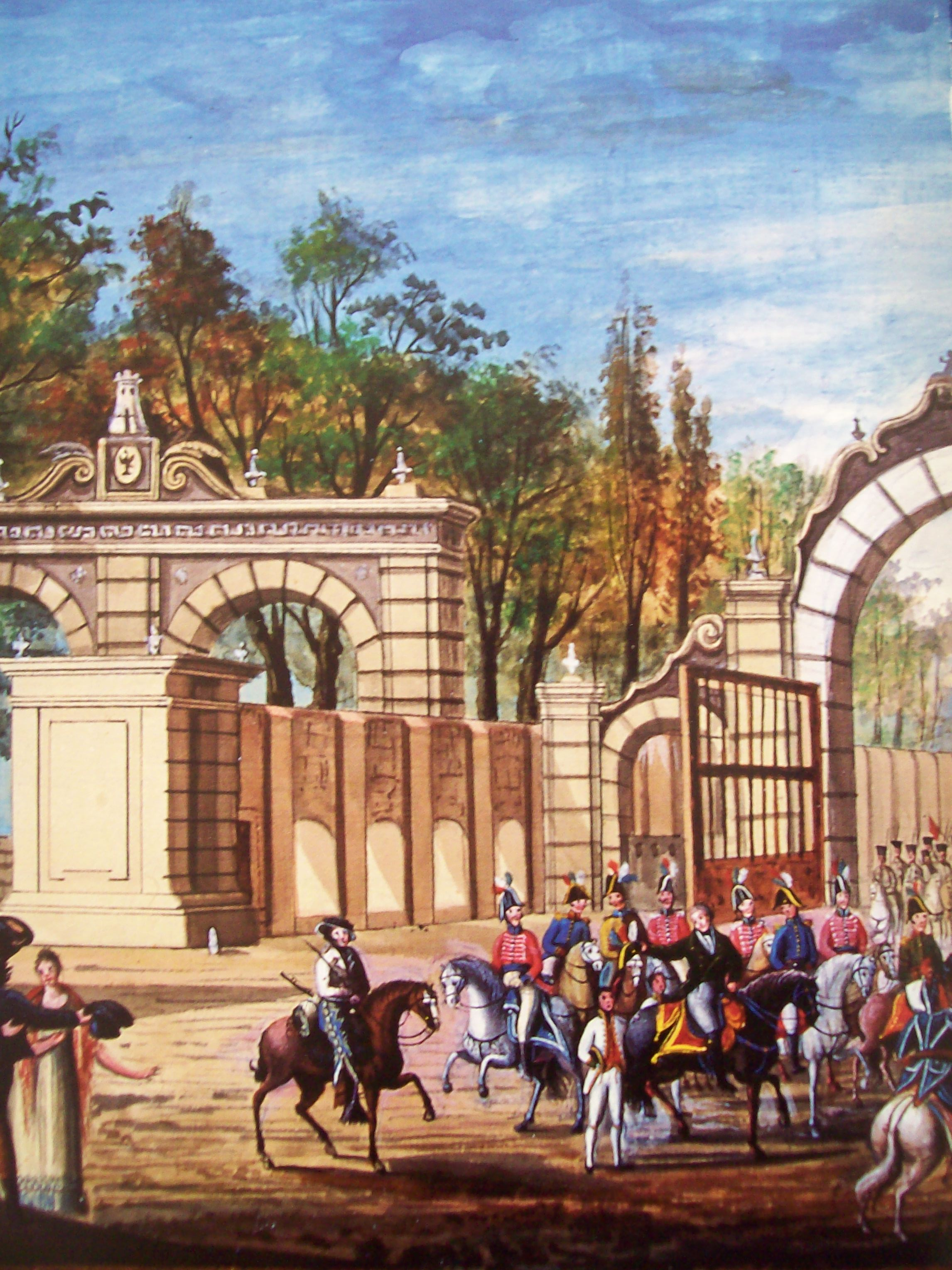
Entrada del Ejército Trigarante por la Garita de Belén a la Ciudad de México.

El 27 de septiembre de 1821 el Ejército Trigarante encabezado por Agustín de Iturbide entró a la Ciudad de México, concluyendo con eso la guerra de Independencia de México. El 28 de septiembre, Iturbide instaló la Suprema Junta Provisional Gubernativa, compuesta por 38 personas y presidida por Antonio Pérez Martínez y Robles, Obispo de Puebla de los Ángeles y como vocales secretarios Juan José Espinosa de los Monteros y José Rafael Suárez Pereda.  La junta procedió de inmediato a elegir a los cinco integrantes de la Regencia del Imperio. La Regencia estuvo compuesta por Iturbide, quien la presidiría y por Juan O'Donoju, Manuel de la Bárcena, José Isidro Yáñez y Manuel Velázquez de León.
El 13 de octubre del mismo año, el primer Jefe Político de la Ciudad de México, Ramón Gutiérrez del Mazo, mandó publicar por primera vez el bando con el Acta de Independencia para que toda la población se enterara del gran suceso, en especial los Tribunales, Jefes, Gobernadores y demás autoridades civiles y militares, para que a su vez los hicieran publicar y circular por toda la nación.

## Redacción y firma
La tarde del 28 de septiembre, los miembros de la Junta se reunieron en el Palacio Nacional para redactar el Acta de Independencia de la nueva nación independiente. Los dos documentos o actas resultantes fueron entonces redactados en su forma final por Juan José Espinosa de los Monteros, el secretario vocal de la Junta. Las actas fueron firmadas por 33 de los 38 miembros de la Junta junto con Iturbide en su calidad de presidente de la Regencia. Juan O'Donoju, último Jefe Político Superior de Nueva España, Francisco Severo Maldonado, el licenciado Don José Domingo Rus, José Mariano de Almanza y Miguel Sánchez Enciso no firmaron los documentos sino 'in absentia', aunque en el acta se escribió: Lugar de la firma de Juan O'Donoju y posteriormente su firma fue agregada en las copias impresas del acta, mas no fueron agregadas las firmas de los otros tres miembros faltantes que se creen ausentes por motivos de salud. Juan José Espinoza de los Monteros firmó dos veces en cada acta, una vez como miembro de la Junta y la segunda como vocal secretario, por lo que las actas contienen 35 firmas y el párrafo designado para O'Donoju. Una copia del acta fue para el gobierno y la otra para la junta, que fue la que posteriormente fue enviada a la Cámara de Diputados.

## Contenido
Acta de independencia del Imperio Mexicano, pronunciada por la Junta Soberana congregada en la Capital  el 28 de septiembre de 1821.

La Nación Mexicana que, por trescientos años, ni ha tenido voluntad propia, ni libre uso de la voz, sale hoy de la opresión en que ha vivido.

Los heroicos esfuerzos de sus hijos han sido coronados, y está consumada la empresa, eternamente memorable, que un genio, superior a toda admiración y elogio, por el amor y gloria de su Patria, principió en Iguala, prosiguió y llevó al cabo, arrollando obstáculos casi insuperables.

Restituida, pues, esta parte del Septentrión al ejercicio de cuantos derechos le concedió el Autor de la Naturaleza y reconocen por inenagenables y sagrados las naciones cultas de la tierra; en libertad de constituirse del modo que más convenga á su felicidad; y con representantes que puedan manifestar su voluntad y sus designios; comienza a hacer uso de tan preciosos dones, y declara solemnemente, por medio de la Junta Suprema del Imperio, que es Nación Soberana, é independiente de la antigua España, con quien, en lo sucesivo, no mantendrá otra unión que la de una amistad estrecha, en los términos que prescribieren los tratados; que entablará relaciones amistosas con las demás potencias y cuantos actos pueden y están en posesión de permitir las otras naciones soberanas: que va á constituirse, con arreglo a las bases que en el Plan de Iguala y Tratado de Córdoba, estableció, sabiamente, el Primer Jefe del Ejercito Imperial de las Tres Garantías; y en fin que sostendrá, á todo trance, y con sacrificio de los haberes y vidas de sus individuos, (si fuere necesario) esta solemne declaración, hecha en la capital del Imperio á 28 de septiembre del año de 1821, primero de la Independencia Mexicana.

## Signatarios
Este notable documento lo firmaron por el orden de su nombramiento treinta y cinco individuos: se echan de menos los nombres de los señores Francisco Severo Maldonado, José Domingo Rus y licenciado Miguel Sánchez Enciso: no se sabe si concurrieron o no a la Junta ni si tuvieron impedimento por causa de enfermedad, aunque ésta no habría sido obstáculo, puesto que la firma de O'Donojú aparece en la reproducción impresa del acta que se publicó.
Los treinta y ocho individuos que Iturbide nombró para formar la Junta Provisional Gubernativa son los siguientes:
| - Agustín de Iturbide - Antonio Obispo de Puebla - Lugar de la firma de O'Donoju - Matías Monteagudo - José Yáñez - Licenciado Juan Francisco Azcárate - Juan José Espinosa de los Monteros - José María Fagoaga - José Miguel Guridi y Alcocer - El Marqués de Salvatierra - El Conde de Casa de Heras y Soto | - Juan Bautista Lobo - Francisco Manuel Sánchez de Tagle - José Manuel Sartorio - Manuel Velázquez de León - Manuel Montes Argüelles - Manuel de la Sota Riva - El Marqués de San Juan de Rayas - José Ignacio García Illueca - José María de Bustamante - José María de Cervantes y Velasco - Juan Cervantes y Padilla | - José Manuel Velázquez de la Cadena - Juan de Horbegoso - Nicolás Campero - El Conde de Jala y de Regla - José María Echevers y Valdivieso - Manuel Martínez Mancilla - Juan Bautista Raz y Guzmán - José María de Jáuregui - José Rafael Suárez Pereda - Anastasio Bustamante - Isidro Ignacio de Icaza - Juan José Espinosa de los Monteros - Vocal Srio. |

### Signatarios Ausentes
- Juan O'Donoju
- Francisco Severo Maldonado
- José Domingo Rus y Ortega de Azarraullía
- Miguel Sánchez

## Historia del documento
Luego de ser redactadas, una de las copias fue entregada a la Junta Provisional Gubernativa, la que posteriormente fue puesta en exposición en la Cámara de Diputados hasta 1909, cuando el incendio del recinto la destruyó.
La otra copia le fue entregada a la Regencia del Imperio, la cual permaneció en Palacio Nacional y fue robada en 1830. El canciller Lucas Alamán hizo esta referencia sobre el documento robado:

"No existe en la república más copia (manuscrita) que la que está en el salón de sesiones de la Cámara de Diputados; la otra fue vendida por un empleado infiel a un viajero curioso dando a parar en Francia."

Alamán solicitó recuperarla durante su periodo como canciller pero no lo consiguió aunque ofreció una suma considerable por ella.
Décadas más tarde, el acta fue adquirida por el emperador Maximiliano I, aunque se desconoce cómo y dónde la obtuvo. El Acta contiene en la parte trasera la figura del ex libris de la biblioteca de Maximiliano y fue sacada del país tras el fusilamiento del emperador por su confesor, Agustín Fischer.
Mucho tiempo después, el Acta apareció en España en la biblioteca del anticuario Gabriel Sánchez. También se desconoce cómo la obtuvo, pero es un hecho que la parte trasera del acta tiene el sello de la biblioteca del anticuario español. Sánchez vendió el documento al historiador mexicano Joaquín García Icazbalceta, quien la conservó y la heredó a su hijo Luis García Pimentel.
Florencio Gavito Bustillo, vivió en Francia y allá fue contactado por Luis García Pimentel, quien le ofreció venderle el Acta de Independencia. Tras comprarle el Acta por 10 000 pesos, regresó a México con la intención de entregar el acta él mismo al gobierno mexicano, pero falleció de leucemia en 1958. Gavito dejó expresado en su testamento el deseo que el Acta fuera entregada al Presidente de la República.
Antes de entregar el acta se mandaron a hacer los dictámenes de autenticidad, en los cuales la familia Gavito colaboró con la nota de compra-venta. Los dictámenes estuvieron listos el 14 de noviembre de 1961.
La ceremonia de entrega del Acta de Independencia se realizó el 21 de noviembre del mismo año. Florencio Gavito Jáuregui entregó de propia mano el Acta al presidente Adolfo López Mateos en la que estuvieron presentes además el Secretario de Gobernación, Gustavo Díaz Ordaz y Jaime Torres Bodet, Secretario de Educación Pública.
El acta fue puesta en exposición por un tiempo en el Castillo de Chapultepec y después fue retirada y enviada al Archivo General de la Nación.
En 2008, comenzaron los trabajos de restauración del acta y fue expuesta durante un mes en el Palacio de Lecumberri. En 2010 fue puesta en exposición en Palacio Nacional en el marco de la celebración del bicentenario del inicio de la independencia de México. El Instituto Nacional de Antropología e Historia se mostró preocupado por la exposición del acta y recomendó no exponerla más tiempo debido, ya que actualmente no cuenta con un sistema especial para ello.
El Acta está protegida actualmente dentro de dos guardas elaboradas con materiales libres de ácido, en la bóveda de seguridad del Archivo General de la Nación, espacio que cuenta con monitoreo climático. Expertos de la Universidad Nacional Autónoma de México trabajan en un sistema de preservación y exhibición de documentos históricos, con el fin de exponer permanentemente el Acta en un futuro cercano.

## Galería
| - Parte trasera del Acta. - Portada del dictamen de autenticidad del Acta. - Fotografía del Acta destruida. - Bando del Acta. |